# 12 Golden Hits
12 Golden Hits är ett coveralbum från 1979 av det svenska dansbandet Thorleifs. Return to Sender är bland annat en cover på låten av Elvis Presley.

## Låtlista
Sida ett
1. "Maybe I Know" - 2:48
2. "One Way Ticket" - 3:46
3. "Return to Sender" - 2:15
4. "Only One Woman" - 3:05
5. "To Know You Is to Love You" - 2:15
6. "It's My Party" - 2:19

Sida två
1. "The Loco-Motion" - 2:39
2. "From Me to You" - 1:59
3. "Rag Doll" - 3:18
4. "Mr. Tambourine Man" - 2:52
5. "Needles and Pins" - 2:46
6. "Love Letters in the Sand" - 2:43